# Ouyang Zhu
Ouyang Zhu (ur. 1898, zm. 1954) – chiński anatom, antropolog. Studia na Uniwersytecie w Nankinie ukończył w 1924 roku z tytułem doktora. Od 1932 do 1934 w Berlinie był asystentem w Instytucie Badań Mózgu Cesarza Wilhelma. Po 1934 w Chinach był profesorem histologii i neuroanatomii. Zajmował się m.in. cytoarchitektoniką ludzkiego mózgu.

## Wybrane prace
- On the growth of the motor cells, from birth to maturity, at four levels in the spinal cord of the albino mouse[3]. 1930
- Une tumeur dans la corne d’Ammon chez la souris blanche. Revue Neurologique 37, s. 584, 1930
- Die Zytoarchitektonik der Felder des Gyrus rectus. Journal für Psychologie und Neurologie 44, 1932
- Beschreibung einer Art von Spezialzellen in der Inselrinde-zugleich Bemerkungen über die v. Economoschen Spezialzellen. Journal für Psychologie und Neurologie 44, 1932
- Die Cytoarchitektonik des menschlichen Stirnhirns. I. Teil: Cytoarchitektonische Felderung der Regio Granularis und Regio Dysgranularis. Monogr. Nat. Res. Inst. Psychol. Acad. Sin., 1934
- A further contribution to the morphology of the fork-cells. Science (Nanking) 18, 216-221, 1934
- Ueber Rassengehirne. Zeitschrift für Rassenkunde und die gesamte Forschung am Menschen 3/4, s. 26–30, 1936
- Neuere Befunde über die Gabelzellen[4]. 1936
- Structural variations of the visual cortex in primates[5]. 1937